# История Лагоса
Лагос является крупнейшим городом и бывшей столицей Нигерии, а также крупнейшим мегаполисом на африканском континенте по численности населения. Имея приблизительно 21 млн населения в агломерации (по предварительной оценке на 2015 год), это также 4-я по величине экономика в Африке.

## Местонахождение

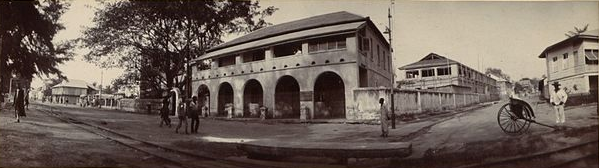
Улица Лагоса около 1910

Современный Лагос — город и штат в Юго-Западной Нигерии, причём Большой Лагос занимает 37 % территории штата. На западе он граничит с Республикой Бенин, на севере и востоке — со штатом Огун, а Атлантический океан омывает береговую линию на юге. Лагос состоит из группы островов, окружённых протоками, которые окаймляют устье Лагосской лагуны на юго-западе. Он отделён от Атлантического океана полосой слабо соединённых островков и песчаных кос.

## Имена Лагоса
Современный Лагос был основан племенем авори народа йоруба в тринадцатом веке. Ими он был назван Око, позже — Эко, и это название ещё сохранилось на языке йоруба. Португальский исследователь Руй ди Сикейра, посетивший этот район в 1472 году, назвал район вокруг города Лаго-де-Курамо («спокойное озеро»), в соответствии с безмятежностью прибрежных вод. И, по одной из версий, позже британский колонизатор лорд Лугард предложил сокращать название до «Лагос», чтобы было проще произносить.
Лагос означает «озера» на португальском языке, языке первых европейских путешественников, которые посещали его, населённого племенами авори и бини. От первых контактов с регионом до начала 20-го века взаимозаменяемо использовалось другое португальское название города, Оним, потом заброшенное в пользу Лагоса. Хотя Лагос и переводится как «озера», в окрестностях Лагоса нет озёр; Лагос — это остров. Существует альтернативное объяснение, что Лагос был назван по имени Лагуша в Португалии — морского города, который в то время был главным центром португальских экспедиций к югу вдоль африканскому побережью и чьё собственное имя происходит от кельтского слова Lacobriga.

## Ранняя история
Лагосская история до прихода европейцев во многом основывается на устной традиции, поэтому твёрдо установленными в ней можно считать лишь несколько основных фактов.
На территории современного штата Лагос сохраняется высокий процент племени авори, которое предположительно около 1400 года мигрировало из Ишери вдоль реки Огун. Традиция гласит, что авори были из Ифе, колыбели страны йоруба. Авори изначально были не склонны к войне, и из-за начавшейся войны они из отдалённых районов, вроде Экити, бежали к Ишери, в котором в то время было несколько Олофинов, то есть представителей аристократического клана йоруба, бывших главами поселений.
Когда люди бежали из глубинки, большинство из них снова рассеялось, некоторые отправились в Иро и в Оту и Адо, другие в Эбуте-Мету, то есть в три районы поселений — Ойингбо, остров Иддо и остров Лагос (Эко). Олофином, который вёл тех, кто отправился в Эбуте-Мету в нынешнем Лагосе, был Огунфунминир, позже известный как Агбодере. С началом войны около 2000 человек переправились на остров Иддо, другие к Отто Авори или Отто Иджаникине в направлении современного Бадагри в штате Лагос. Люди из Экити Арамоко пришли в Эбуте-Мету, Иддо и затем в Иджору.
После кончины Агбодере родовое имя Олофина стало тем именем, под которым его запомнили; титул Олото же был дан его преемнику. Когда один из его сыновей стал Олото, его другие дети разошлись по так называемым «видимым поселениям» нынещнего Лагоса.
До прихода бенинцев географической границей Лагоса была материковая часть Лагоса. Остров Лагос, столица Обы (короля) Лагоса, тогда состоял из перцевой фермы, принадлежавшей семье Аромире (тот был один из сыновей Олофина) и рыболовных хижин, в которых не жили постоянно. Имя Эко было дано ему его первым королём, Обой Адо, во время его ранней истории; оно сохранилось в период правления Царства Бенин.
Эко стал тем земельным участком, теперь известным как остров Лагос, где был построен королевский дворец. Дворец называется Iga Idunganran, что означает «дворец, построенный на перечной ферме». Оба Адо со воинами из Бенина, а также некоторыми коренными жителями, искавшими безопасности, обосновались в южной части Эко, называемой Исале Эко. «Исале» буквально означает «дно», но использовалось для обозначения центра города, или Нижнего города.
Вскоре на Эко произошёл конфликт. Аристократы из «детей Олофина» обвинили богатую женщину Айну в ведьмовстве, та попросила помощи у Бенинского царства. Бенинцы пришли, разгромили противника и присоединили Эко к своим землям, назначив управлять военного Ашипу. С тех пор Эко (Лагосом) правили его потомки.

## Лагос как данник Бенинского царства

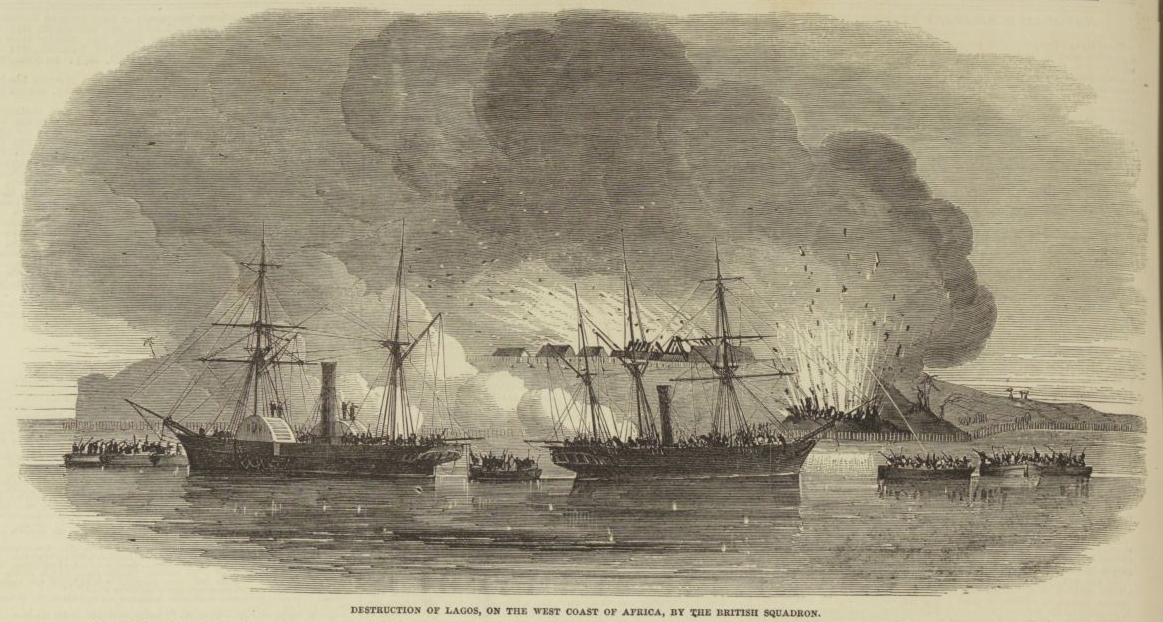
Бомбардировка Лагоса в 1851 году

Первый король Лагоса, Оба Адо, помимо двух сыновей, также имел дочь Эрелу Кути, которая родила Ологуна Кутере, впоследствии в 1749 году ставшего королём. Сокуну, его брату, который был более агрессивен и который, как подозревала Эрелу, мог спланировать дворцовый переворот, был дан титул вождя «Ониле-гбалэ» и дворец сразу за королевским дворцом. Это был первый случай, когда вождь был назначен и введён в должность одновременно с коронацией короля.
Уже с 15 века, а особенно начиная с коронации Адо как первого лагосского Обы в 1630 году, Лагос (тогдашний Эко) служил важным центром работорговли, которую как Адо, так и все его преемники в течение более четырёх столетий поддерживали — до 1841 года, когда Оба Акитое взошёл на трон Лагоса и попытался запретить торговлю рабами. В 1730 году Португалия по инициативе Обы Акинсемойина заключила с ним договор о работорговле, превративший эту отрасль бенинского хозяйства в трансатлантическую.
Местные торговцы решительно выступили против намеченной Акитоей отмены работорговли, свергли и изгнали короля и поставили Обой брата (по другим источникам — племянника) Акитое, Косоко. Однако Оба Косоко был в ссоре с англичанами. Акитое же в изгнании в Европе встретился с британскими властями, которые сами запретили торговлю рабами в 1807 году и согласились поддержать свергнутого Обу, чтобы вернуть его на трон. Благодаря успеху британской интервенции со второй попытки в 1851 году Акитое был восстановлен в качестве Обы Лагосского. В практическом плане, однако, британское влияние на королевство при этом стало огромным, но при этом рабство, несмотря на королевские запреты и изгнание европейских работорговцев, только расцвело ещё больше до аннексии 1861 года. Великобритания в 1852 году подписала с Лагосом договор, который на десять лет открыл британский консульский период. К тому времени в Лагосе было 25-30 тысяч населения. Власти поделили население на четыре класса: местных, подданных лагосских Об; европейских торговцев; бразильцев, в основном — возвратившихся из рабства за океаном; сьерралеонцев, в основном тоже бывших рабов, направленных в эту страну британскими кораблями из опасения, что в родных местах они могут снова попасть в рабство и отправившихся в Лагос за лучшей жизнью.

## Колониальный Лагос как столица Нигерии

Флаг кологии Лагос (1888—1906)

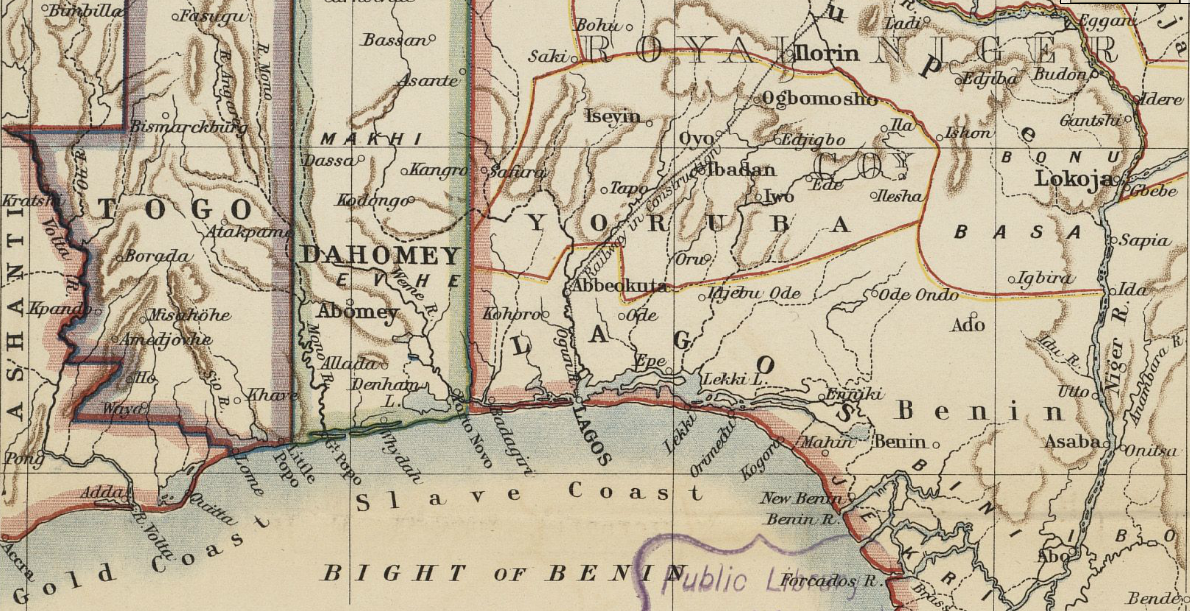
Карта окрестностей Лагоса, 1898 год

Британцы аннексировали Лагос в качестве колонии в 1861 году. Оба Акитое был первым Обой, которого не похоронили в Бенине. До этого все короли отдавали налоги Обе Бенина, пока не пришли британцы и заявили, что больше нет необходимости отправлять налоги в Бенин, поскольку они больше не находятся под властью Бенина. Именно во время его правления прямое влияние Бенина на Лагос прекратилось, заменённое британским. Акитое умер в 1852 году, но его сын, Оба Досунму, продолжил его политику.
К 1872 году население Лагоса возросло до 60 тысяч. Город быстро развивался; в 1886 году появились железная дорога и телефонная связь с Британией, а в 1898 году первые улицы города получили электрическое освещение.
Остальная часть бывшего царства Бенина, то есть современная Нигерия, была захвачена англичанами в 1887 году, а когда англичане основали колонию и протекторат Нигерии в 1914 году, Лагос был объявлен столицей. Позже, имел место конфликт о проведении водопровода.

## Время независимой Нигерии
Лагос сохранил свой статус столицы, когда Нигерия получила независимость от Великобритании в 1960 году. Всего Лагос был столицей Нигерии с 1914 по 1991 год, когда он был заменён в новой Федеральной столичной территории специально для этой цели построенным городом Абуджа, чтобы разгрузить Лагос. В 1976 году столица штата Лагос была переведена в город Икеджу. Однако, многие государственные агентства остались в городе.
В 1960-х годах в Лагосе наблюдался быстрый рост в результате экономического бума в Нигерии до начала войны в Биафре. После войны рост продолжается до настоящего времени.
До сегодняшнего дня Обы Лагоса являются главой всех королей в штате Лагос, и их статус отличается от других Об, большинству из которых только в течение последних 40 лет были возвращены их короны и прислуга. Те, кто вернули свои короны, были признаны исконными собственниками земли («детьми Олофина»).
В 2002 году город пострадал от взрыва на военном складе, от которого и создавшейся паники погибло более тысячи горожан.

### Прошлые Обы (короли)
- Асипа (1600—1630) умер на обратном пути в Бенин
- Король Адо (1630—1669) первый король Лагоса
- Король Габаро (1669—1704)
- Король Акинсемойин (1704—1749)
- Элету Кекере (1749)
- Король Ологун Кутере (1749—1775)
- Оба Адель Ажосун (1775—1780 и 1832—1834)
- Осинлокун (1780—1819)
- Оба Идеву Оюлари (1819—1832)
- Король Олуволе (1836—1841)
- Король Акитое (1841—1845 и 1851—1853)
- Оба Косоко (1845—1851)
- Король Досунму (1853—1885)
- Оба Ойекан I (1885—1900)
- Оба Эшугбайи Элеко (1901—1925 и 1932)
- Oбa Ибикунле Акитойе (1925—1928)
- Оба Сануси Олуси (1928—1931)
- Оба Фалолу Досунму (1932—1949)
- Оба Адениджи Адель (1949—1964)
- Оба Адейинка Ойекан II (1965—2003)
- Оба Рилван Акиолу (2003-настоящее время)